# Larsen (programma televisivo)
Larsen, anche conosciuto con il sottotitolo La fabbrica del rock, è stato un programma televisivo andato in onda per due stagioni su Rai Futura, canale satellitare della RAI.

## Storia

### Prima stagione
Larsen nacque nel 2006 da un'idea della conduttrice Giulia Blasi in collaborazione di Alessandro De Angelis, ed andò in onda per la prima volta il 12 febbraio 2006 con il sottotitolo "La fabbrica del rock". Nato originariamente come programma pomeridiano della durata di 20 minuti, Larsen veniva realizzato negli studi di Saxa Rubra ed era strutturato in forma di talk show musicale, presentando in ogni puntata artisti e gruppi musicali della scena indie rock italiana a cui si alternavano personalità di spicco del giornalismo musicale italiano. Gli argomenti della trasmissione potevano variare tra tematiche strettamente musicali ed altre di più ampio respiro. Il programma si proponeva in una forma orizzontale dando spazio agli spettatori, grazie l'interazione mediante webcam e la possibilità di vedere mandati in onda i propri videoclip artigianali.
Con la puntata del 11 maggio Larsen divenne un programma di prima serata, trasmesso alle 21:00 con la durata di un'ora. Nella prima puntata del format così rinnovato, furono ospitati i Beaucoup Fish, il cui singolo era in rotazione su radio e TV nazionali, presentando così l'album Come L'Acqua che sarebbe uscito di li a poco (V2/Bagana Records, 2006). La puntata del 18 maggio vide invece ospiti i Perturbazione.
La prima stagione si chiuse il 25 maggio 2006 con una puntata che vedeva come ospite Paolo Benvegnù, che eseguì alcuni brani inediti.

### Seconda stagione
La seconda stagione iniziò il 28 settembre 2006 e vide come ospite il musicista e produttore artistico Riccardo Sinigallia, che eseguì alcuni brani acustici tratti dal suo ultimo album intitolato Incontri a metà strada (Ariola, 2006), discutendone con gli ospiti Filippo Gatti del Collettivo Angelo Mai e Federico Guglielmi, allora direttore di Mucchio Extra e conduttore di Radio Rai.
Con la puntata di giovedì 26 ottobre la durata del programma venne estesa a due ore, inaugurando anche la nuova rubrica "Début" dedicata alle realtà emergenti. La puntata vedeva, tra i molti ospiti, lo storico gruppo indie/garage punk bolognese CUT.
Nel corso delle puntate parteciparono al programma importanti nomi della scena indie rock italiana tra cui: Cesare Basile, Offlaga Disco Pax, Adam Green, Yuppie Flu, Numero 6, Franklin Delano, Roberto Angelini, Scuola Furano, Non voglio che Clara, Marco Parente, FR Luzzi, Kama, Bugo, Marco Bellotti, Sikitikis, Settlefish, Studio Davoli, Be-Hive, Black Circus Tarantula, Eskimo Trio, Disco Drive, Fine Before You Came, Valderrama 5, The Niro, Les Fauves, Inigo, Pecksniff, Mosquitos, Shout e Father Murphy.
L'ultima puntata di Larsen - La fabbrica del rock andò in onda il 15 dicembre 2006, mentre l'esperimento di RAI Futura si concluse il 1º giugno 2007 e fu sostituito da Rai Gulp.